# Swiss Cottage (stanice metra v Londýně)
Swiss Cottage je stanice londýnského metra ve stejnojmenné lokalitě v severozápadním Londýně. Je na lince Jubilee Line mezi stanicemi Finchley Road a St. John's Wood. Stanice je v přepravní zóně 2 a nachází se na křižovatce ulic Finchley Road, Avenue Road a College Crescent.

## Historie
Stanice byla otevřena 20. listopadu 1939 na novém úseku raženého tunelu, který byl vybudován mezi stanicemi Baker Street a Finchley Road, když byl provoz linky Metropolitan Line na její větvi Stanmore převeden na linku Bakerloo Line. Je pojmenována po nedaleké hospodě postavené v letech 1803–1804, původně nazvané The Swiss Tavern a později přejmenované na Swiss Cottage.

Uzavřené stanice linky Metropolitan Line mezi stanicemi Baker Street a Finchley Road

Nová ražená stanice byla původně provozována jako součást kombinované stanice spolu se sousední starší podpovrchovou stanicí Swiss Cottage linky Metropolitan Line z roku 1868 (nástupiště linky Metropolitan Line zůstala označena jako nástupiště 1 a 2 a nástupiště linky Bakerloo Line byla označena jako nástupiště 3 a 4), ale 17. srpna 1940 byla stanice na lince Metropolitan Line kvůli válečným úsporným opatřením uzavřena a od té doby vlaky této linky zrušenou stanicí jenom projíždějí. Stanice linky Bakerloo Line byla následně spolu se zbytkem větve Stanmore převedena na novou linku Jubilee Line, která byla otevřena 1. května 1979 v souvislosti 25. („stříbrným“) výročím nástupu královny Alžběty II. na trůn (proto je linka značena stříbrnou barvou).

## Dopravní návaznost
Stanici obsluhují autobusové linky 13, 31, 46, 113, 187, 268 a C11 a noční linky N28, N31 a N113, a dále školní autobus 603.
| Rok  | Počet cestujících |
| ---- | ----------------- |
| 2011 | 6,91 mil          |
| 2012 | 7,53 mil          |
| 2013 | 7,83 mil          |
| 2014 | 7,28 mil          |
| 2015 | 7,71 mil          |
| 2016 | 7,58 mil          |
| 2017 | 7,76 mil          |

## Galerie

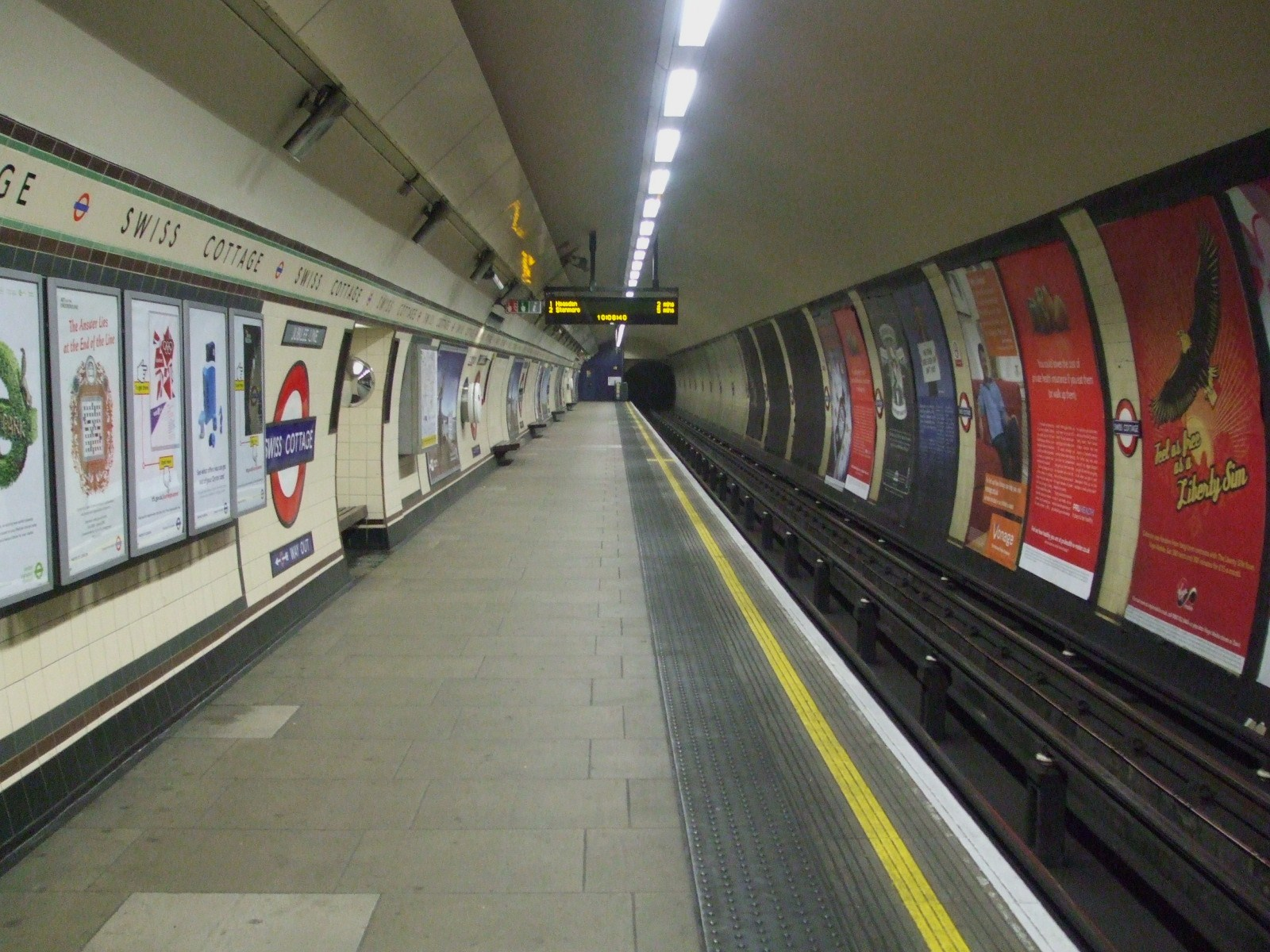
Pohled na nástupiště vlaků směřujících na sever
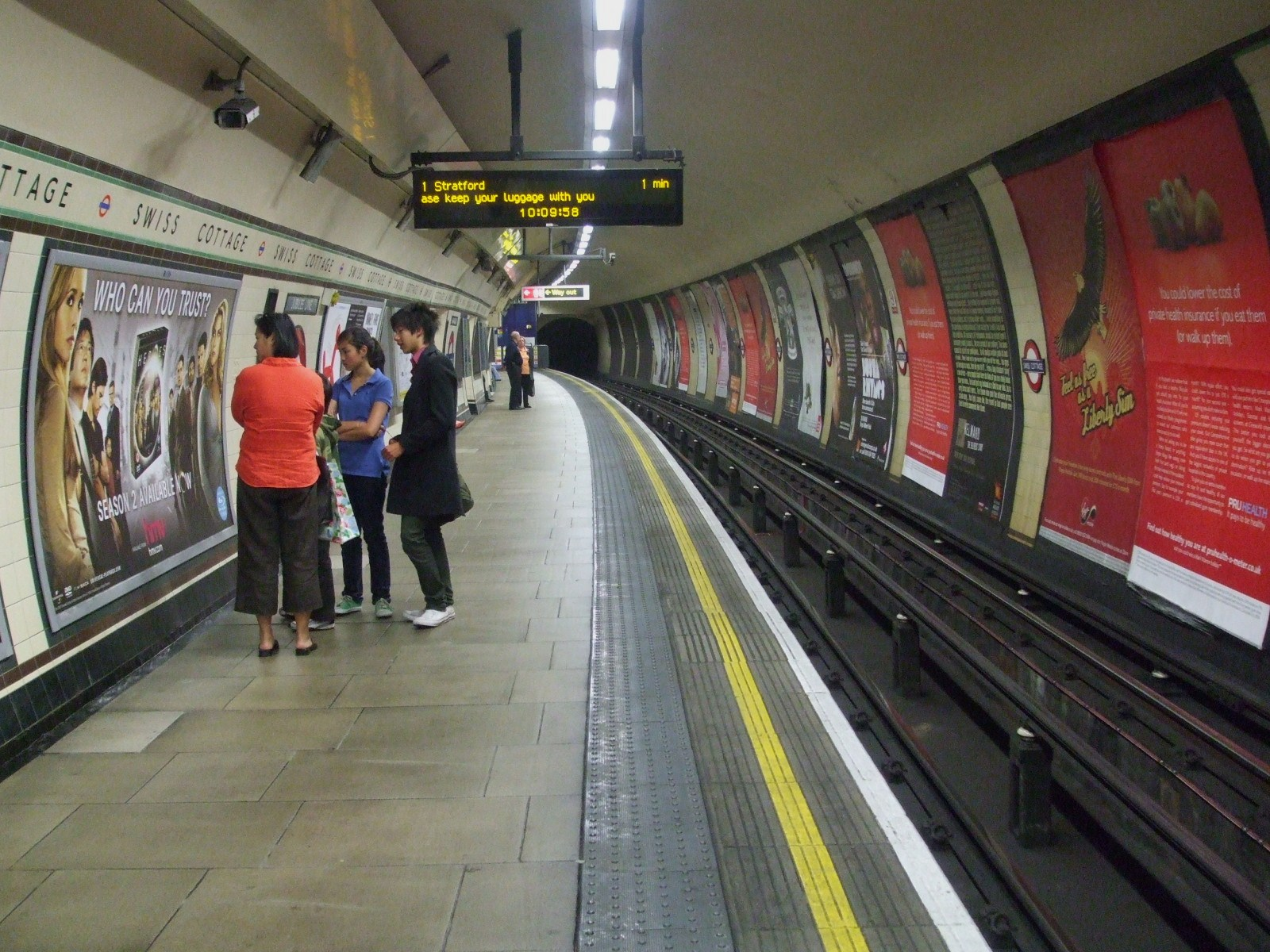
Pohled na nástupiště vlaků směřujících na jih
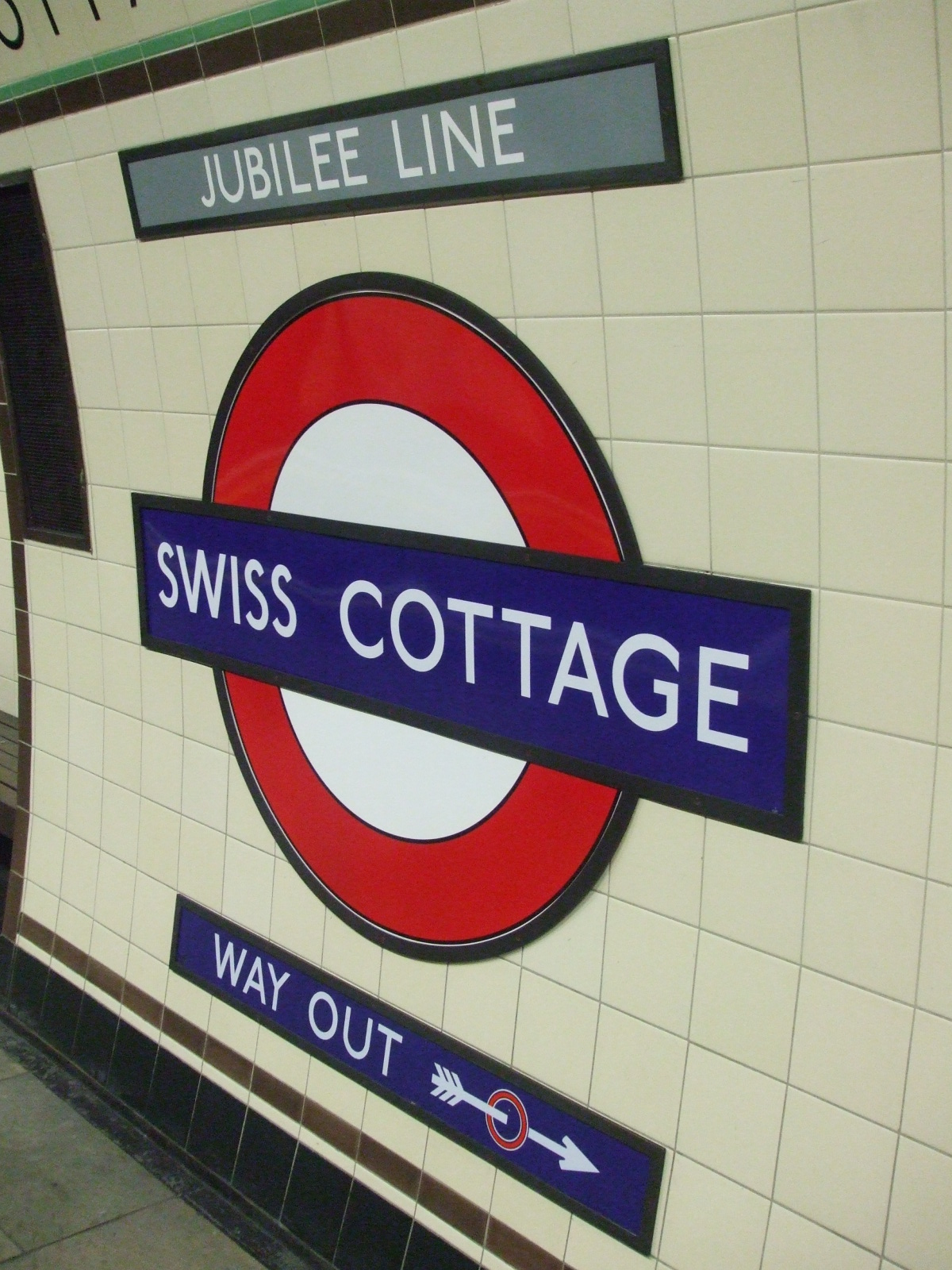
Logo londýnského metra s názvem stanice
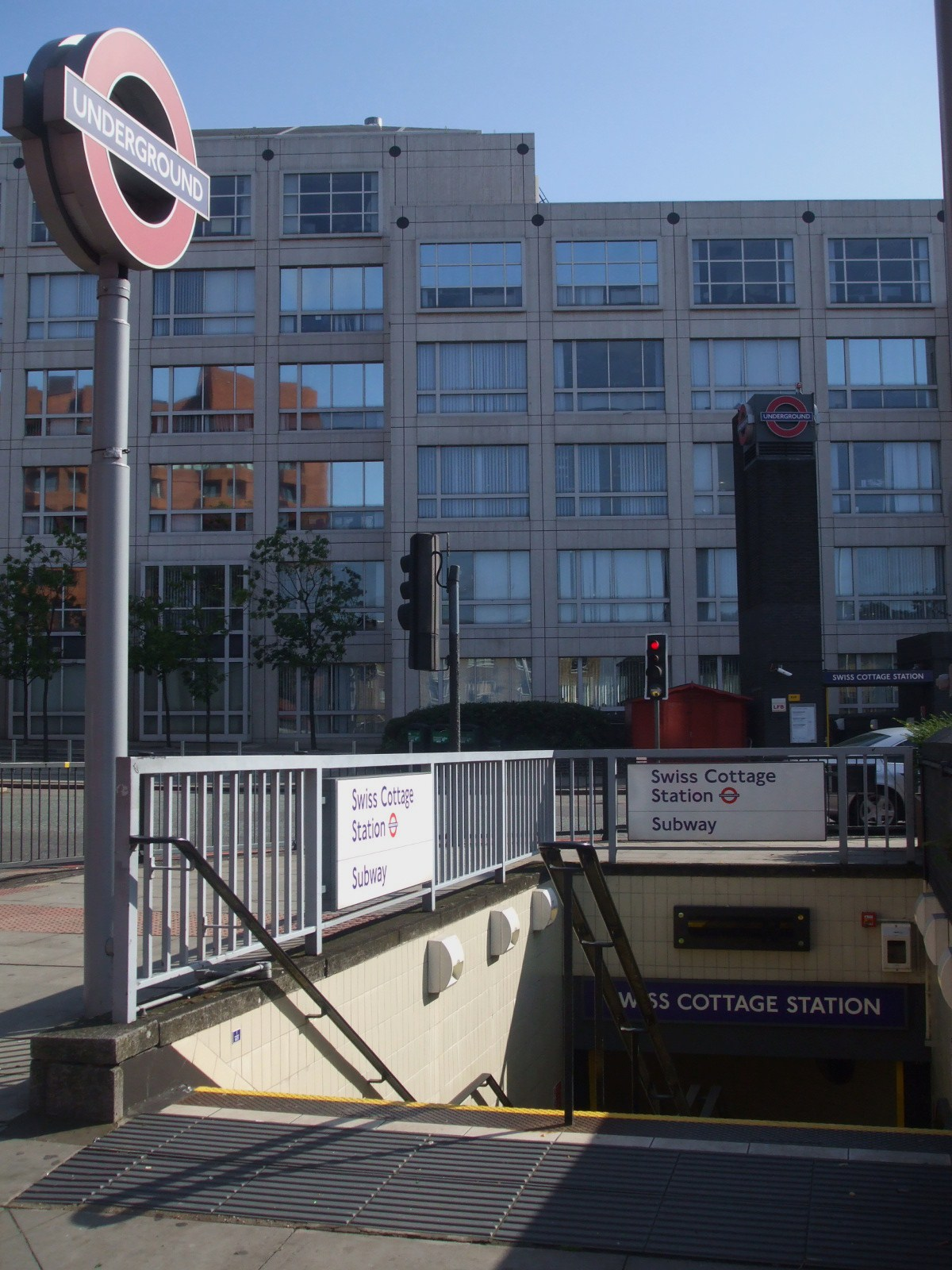
Jihozápadní vstup do podpovrchového vestibulu
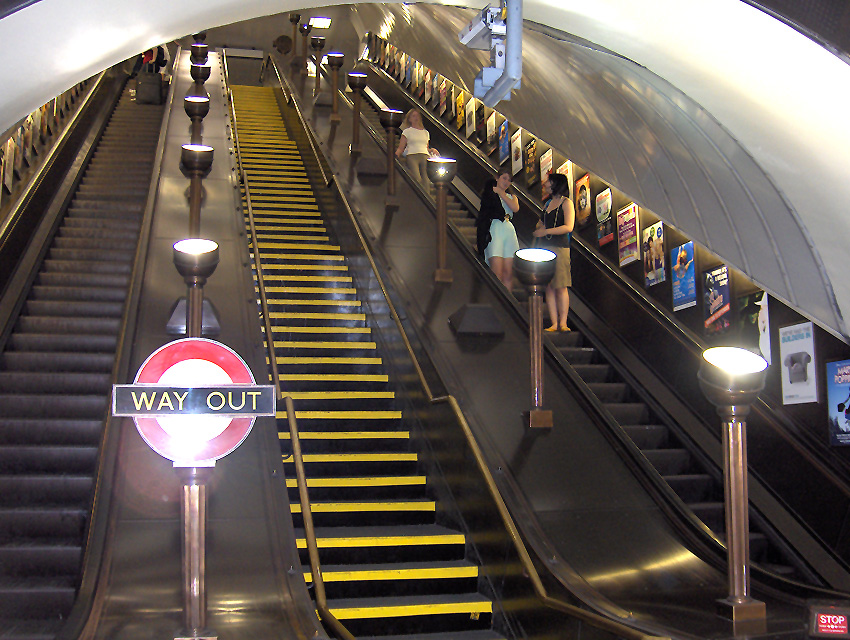
Staniční eskalátory
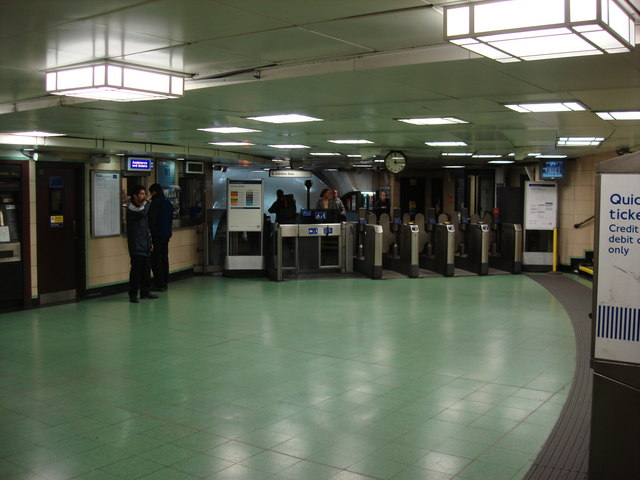
Odbavovací prostor